# Upside Down (bài hát của Diana Ross)
"Upside Down" là một bài hát của nghệ sĩ thu âm người Mỹ Diana Ross nằm trong album phòng thu thứ mười của bà, Diana (1980). Nó được phát hành vào ngày 18 tháng 6 năm 1980 như là đĩa đơn đầu tiên trích từ album bởi Motown Records. Bài hát được đồng viết lời và sản xuất từ hai thành viên của ban nhạc Chic là Nile Rodgers và Bernard Edwards, những người tham gia điều hành sản xuất cho Diana và sẽ tiếp tục cộng tác trong những album tiếp theo của Ross. "Upside Down" là một bản disco kết hợp với những yếu tố từ soul mang nội dung đề cập đến tình cảm giữa một người phụ nữ với một người đàn ông lừa dối, nhưng cô vẫn tiếp tục mối quan hệ vì cho rằng anh biết cách giữ cho sự lãng mạn của họ trở nên thú vị, khiến cảm xúc của cô bị đảo lộn từ trong ra ngoài. Nguồn cảm hứng cho bài hát được xuất phát sau khi nữ ca sĩ thể hiện mong muốn với Rodgers về sự trải nghiệm những phong cách mới cho sự nghiệp của bà và tận hưởng niềm vui trong âm nhạc.
Sau khi phát hành, "Upside Down" nhận được những phản ứng tích cực từ các nhà phê bình âm nhạc, trong đó họ đánh giá cao giai điệu bắt tai, chất giọng của Ross cũng như quá trình sản xuất nó. Ngoài ra, bài hát còn gặt hái nhiều giải thưởng và đề cử tại những lễ trao giải lớn, bao gồm chiến thắng tại giải thưởng Âm nhạc Mỹ năm 1981 cho Đĩa đơn Soul/R&B được yêu thích nhất và một đề cử giải Grammy cho Trình diễn giọng R&B nữ xuất sắc nhất tại lễ trao giải thường niên lần thứ 23. "Upside Down" cũng tiếp nhận những thành công vượt trội về mặt thương mại, đứng đầu các bảng xếp hạng ở Úc, Đan Mạch, Ý, New Zealand, Na Uy, Thụy Điển và Thụy Sĩ, đồng thời lọt vào top 10 ở hầu hết những quốc gia nó xuất hiện, bao gồm vươn đến top 5 ở nhiều thị trường lớn như Áo, Bỉ, Canada, Phần Lan, Pháp, Đức, Ireland, Hà Lan và Vương quốc Anh. Tại Hoa Kỳ, nó đạt vị trí số một trên bảng xếp hạng Billboard Hot 100 trong bốn tuần liên tiếp, trở thành đĩa đơn quán quân thứ năm của Ross tại đây.
Một video ca nhạc cho "Upside Down" đã được phát hành, trong đó bao gồm những hình ảnh được quay trước đó từ những tác phẩm khác của Ross trong nhiều năm, xen kẽ với một số hình ảnh mới nhất được thực hiện cho album. Để quảng bá bài hát, nữ ca sĩ đã trình diễn nó trên nhiều chương trình truyền hình và lễ trao giải lớn, trong đó nổi bật nhất là màn trình diễn trong chương trình truyền hình đặc biệt năm 1981 của bà Diana với sự tham gia hỗ trợ từ Michael Jackson. Kể từ khi phát hành, "Upside Down" đã được hát lại và sử dụng làm nhạc mẫu bởi nhiều nghệ sĩ, như Salt-n-Pepa, Missy Elliott, Puff Daddy, Destiny's Child, Kid Rock và MC Lyte, cũng như xuất hiện trong nhiều tác phẩm điện ảnh và truyền hình, bao gồm Coronation Street, EastEnders và Scandal. Ngoài ra, bài hát còn nằm trong nhiều album tuyển tập của Ross, như All the Great Hits (1981), Forever Diana: Musical Memoirs (1993), Love & Life: The Very Best of Diana Ross (2001) và Upside Down: The Collection (2012).

## Danh sách bài hát
Đĩa 7"
1. "Upside Down" (bản đĩa đơn) – 3:37
2. "Friend To Friend" – 3:19

Đĩa 12"
1. "Upside Down" – 4:05
2. "Friend To Friend" – 3:19

## Xếp hạng
| Bảng xếp hạng (1980)                     | Vị trí cao nhất |
| ---------------------------------------- | --------------- |
| Úc (Kent Music Report)                   | 1               |
| Áo (Ö3 Austria Top 40)                   | 2               |
| Bỉ (Ultratop 50 Flanders)                | 3               |
| Canada (RPM)                             | 5               |
| Canada Adult Contemporary (RPM)          | 1               |
| Đan Mạch (IFPI)                          | 1               |
| Châu Âu (European Hot 100 Singles)       | 1               |
| Phần Lan (Suomen virallinen lista)       | 3               |
| Pháp (IFOP)                              | 2               |
| Đức (Official German Charts)             | 3               |
| Ireland (IRMA)                           | 3               |
| Ý (FIMI)                                 | 1               |
| Hà Lan (Dutch Top 40)                    | 2               |
| Hà Lan (Single Top 100)                  | 3               |
| New Zealand (Recorded Music NZ)          | 1               |
| Na Uy (VG-lista)                         | 1               |
| Nam Phi (Springbok Radio)                | 1               |
| Tây Ban Nha (AFYVE)                      | 15              |
| Thụy Điển (Sverigetopplistan)            | 1               |
| Thụy Sĩ (Schweizer Hitparade)            | 1               |
| Anh Quốc (OCC)                           | 2               |
| Hoa Kỳ Billboard Hot 100                 | 1               |
| Hoa Kỳ Adult Contemporary (Billboard)    | 18              |
| Hoa Kỳ Dance Club Songs (Billboard)      | 1               |
| Hoa Kỳ Hot R&B/Hip-Hop Songs (Billboard) | 1               |

| Bảng xếp hạng (1980)                 | Vị trí |
| ------------------------------------ | ------ |
| Australia (Kent Music Report)        | 15     |
| Belgium (Ultratop 50 Flanders)       | 37     |
| Canada (RPM)                         | 52     |
| Denmark (IFPI)                       | 17     |
| France (IFOP)                        | 40     |
| Germany (Official German Charts)     | 44     |
| Italy (FIMI)                         | 8      |
| Netherlands (Dutch Top 40)           | 7      |
| Netherlands (Single Top 100)         | 17     |
| New Zealand (Recorded Music NZ)      | 18     |
| South Africa (Springbok Radio)       | 11     |
| Switzerland (Schweizer Hitparade)    | 4      |
| UK Singles (Official Charts Company) | 22     |
| US Billboard Hot 100                 | 18     |
| US Hot R&B/Hip-Hop Songs (Billboard) | 19     |

| Bảng xếp hạng (1980-89)    | Vị trí |
| -------------------------- | ------ |
| Netherlands (Dutch Top 40) | 47     |
| US Billboard Hot 100       | 16     |

| Bảng xếp hạng                | Vị trí |
| ---------------------------- | ------ |
| US Billboard Hot 100         | 80     |
| US Billboard Hot 100 (Women) | 26     |

## Chứng nhận
| Quốc gia | Chứng nhận | Số đơn vị/doanh số chứng nhận |
| --- | ---------- | ----------------------------- |
| Úc (ARIA) | Vàng       | 50.000^                       |
| Canada (Music Canada) | Bạch kim   | 150.000^                      |
| Pháp (SNEP) | —          | 350,000                       |
| Hà Lan (NVPI) | Vàng       | 100.000^                      |
| New Zealand (RMNZ) | Vàng       | 10.000*                       |
| Anh Quốc (BPI) | Bạc        | 250.000^                      |
| Hoa Kỳ (RIAA) | Vàng       | 1.000.000^                    |
| * Chứng nhận dựa theo doanh số tiêu thụ. ^ Chứng nhận dựa theo doanh số nhập hàng. ‡ Chứng nhận dựa theo doanh số tiêu thụ và phát trực tuyến. |            |                               |